# Mộng uyên ương hồ điệp
"Mộng uyên ương hồ điệp" (tạm dịch: Giấc mơ đôi bướm), nguyên tên "Tân uyên ương hồ điệp mộng" (phồn thể: 新鴛鴦蝴蝶夢, giản thể: 新鸳鸯蝴蝶梦, bính âm: Xin yuan yang hu die meng) là tên một bài hát tiếng Hoa, do ca sĩ, nhạc sĩ Hoàng An trình bày. Phát hành lần đầu vào ngày 1 tháng 2 năm 1993, được sử dụng như một ca khúc trong phim Bao Thanh Thiên, cùng với sự thành công của bộ phim, bài hát trở thành một trong những hit thành công nhất trong lịch sử âm nhạc Hoa ngữ, với doanh số bán tại Đài Loan là 940.000 bản và doanh số toàn cầu vượt quá 6 triệu bản.

## Ca từ
Bài hát được cho là xuất phát từ một cảm xúc bất chợt của nhạc sĩ Hoàng An vào một tối tháng 10 năm 1992. Sau khi hoàn thành phần giai điệu mang đậm phong cách Trung Hoa, Hoàng An đã sử dụng nhiều đoạn thơ Đường khác nhau để viết thành phần lời. Chẳng hạn như:
Năm câu đầu của bài hát lấy từ bài thơ "Tuyên châu Tạ thiếu lâu tiễn biệt hiệu thư Thúc Vân" (宣州謝眺樓餞別校書叔雲) của Lý Bạch (李白).
Câu 1 và câu 2 của bài hát lấy từ nguyên gốc thơ Lý Bạch:
弃我去者，昨日之日不可留. 乱我心者，今日之日多烦忧！
"Khí ngã khứ giả, tạc nhật chi nhật bất khả lưu. Loạn ngã tâm giả, kim nhật chi nhật đa phiền ưu..."
Dịch nghĩa: Chuyện hôm qua như nước chảy về đông, hôm nay có bao chuyện ưu phiền làm rối cả lòng ta.
Câu 4 và câu 5 của bài hát lấy cũng từ hai câu cuối của bài thơ trên
抽刀断水水更流，举杯消愁愁更愁。
"Trừu đao đoạn thủy thủy cánh lưu. Cử bôi tiêu sầu sầu cánh sầu"
Dịch nghĩa: Rút dao chém nước, nước càng chảy. Nâng chén tiêu sầu, càng sầu thêm.
Câu 7 và câu 8 của bài này lấy từ bài thơ Giai nhân của Đỗ Phủ.
但见新人笑，那闻旧人哭.
"Đản kiến tân nhân tiếu. Na văn cựu nhân khốc"
Dịch nghĩa: Chỉ thấy người mới cười. Đâu nghe người cũ khóc.
Hai câu trong điệp khúc của bài hát lấy từ hai câu thơ đầu tiên của bài "Giá Cô Thiên" (鹧鸪天) của Lục Du đời Tống.
插腳紅塵已是顛。更求平地上青天。
"Sáp cước hồng trần dĩ thị điên. Cánh cầu bình địa thượng thanh thiên?"
Dịch nghĩa: Sống tại nhân gian đã là điên, sao còn muốn lên tận trời xanh?
Hoàng An thay "Sáp cước hồng trần" bằng "Tại nhân gian", và "Cánh cầu bình địa" bằng "Hà khổ yêu".

## Sự phổ biến trong văn hóa
Bài hát được thu âm và được phát hành vào ngày 1 tháng 2 năm 1993 trong album cùng tên do hãng thu âm Hoa Tinh phát hành. Bài hát về sau được sử dụng làm nhạc chính trong loạt phim truyền hình Bao Thanh Thiên của Đài Loan (1993 - 1994) và phim Thiên long bát bộ.
Sau khi phim truyền hình dài tập Bao Thanh Thiên phát sóng, ca khúc được lưu truyền rộng rãi. Màu sắc âm nhạc Trung Hoa, kết hợp lời thơ cổ và ca từ có nguồn gốc Phật học khiến bài hát có thêm ý nghĩa văn hóa độc đáo. Sự thành công của Bao Thanh Thiên khiến cho bài hát lừng danh trở thành ca khúc kinh điển và tiêu biểu của Hoàng An. Nhiều nhân vật nổi danh cũng đã trình bày ca khúc này như Bộ trưởng Tư pháp Đài Loan Mã Anh Cửu (sau là Tổng thống Đài Loan),, các sa sĩ Đài Loan như Phí Ngọc Thanh, Tiêu Kính Đằng,, Trác Y Đình,, nghệ sĩ Hongkong Mai Diễm Phương...
Phiên bản tiếng Quảng Đông với phần lời do Lâm Tịch viết, phổ biến ở Hongkong. Diễn viên thủ vai Triển Chiêu trong loạt phim Bao Thanh Thiên Hà Gia Kính cũng từng trình diễn phiên bản này.
Bài hát cũng được chuyển thể sang nhiều biến thể ngôn ngữ khác nhau. Các biến thể tiếng Anh được biết nhiều nhất gồm "Butterfly Dream", "Dream of a Butterfly Couple", hoặc nổi tiếng nhất là "Can't let go" do nhóm Tokyo Square trình bày. Phiên bản tiếng Việt do ca sĩ Minh Thuận viết lời, lần lượt được trình bày bởi các ca sĩ Minh Thuận, Đan Trường. Ngoài ra còn có một phiên bản tiếng Việt khác được ca sĩ Cảnh Hàn và Hồ Quang Hiếu trình bày. Ở hải ngoại cũng có một bản tiếng Việt do Nhật Ngân viết lời và một bản do ca sĩ Tuấn Đạt trình bày trong album Mộng Uyên Ương Hồ Điệp.